# شهریورگان
شهریورگان یا آذر جشن از جملهٔ جشن‌های دوازدگانهٔ سال ایران باستان بوده‌است و از شمار جشن‌های آتش بوده‌است. روز چهارم از هر ماه زرتشتی به نام شهریور می‌باشد و چهارم ماه شهریور جشن شهریورگان می‌باشد. امروزه زرتشتیان این جشن را به عنوان روز پدر در نظر می‌گیرند.
به موجب یزدان‌شناسی اوستایی شهریور میان امشاسپندان یا ملائک و ایزدان شش‌گانه از لحاظ مرتبت و مقام دومین است. نخست بهمن و دوم شهریور. این نام در اوستا خشتره وئیریه آمده که جزء اول به معنی کشور و پادشاهی و جزء دوم به معنی آرزو شده می‌باشد؛ پس روی هم رفته به معنی پادشاهی یا کشور آرزو شده و مجازاً به مفهوم عام از آن بهشت نیز اراده شده‌ است.
چنان‌که همهٔ امشاسپندان دارای دو وجه مینوی و زمینی هستند این امشاسپند در جهان مینوی، نماینده‌ی قدرت و شهریاری مطلقه‌ی اهورامزدا و در زمین، نگاهبان و سرپرست فلزات و جنگ افزارها است. ما نمی‌دانیم چرا شهریورگان از شمار جشن‌های آتش به شمار می‌رفته است.
این جشن آتش‌های خانگی محسوب می‌شد. مردم در خانه‌ها آتش می‌افروختند و ستایش خداوند و شکر نعمت‌های او می‌گزاردند. در خانه‌ها اغلب مهمانی برپا کرده و خوراک‌های گوناگون و ویژه تدارک می‌بینند و به مناسبت تغییر هوا، شب هنگام در بام‌ها نیز آتش می‌افروزند. اما بقایای این جشن نیز میان زرتشتیان فراموش شده و تنها شماری از خانواده‌های قدیم در کرمان به گونه‌ی محدودی این جشن را برگزار می‌نمایند. در دوران اخیر زرتشتیان جشن شهریورگان را به عنوان روز پدر انتخاب کرده‌اند، چرا که شهریور از امشاسپندان مردگونه؛ و به معنای شهریاری بر اراده و نفس است.